# Полупроводниковые приборы

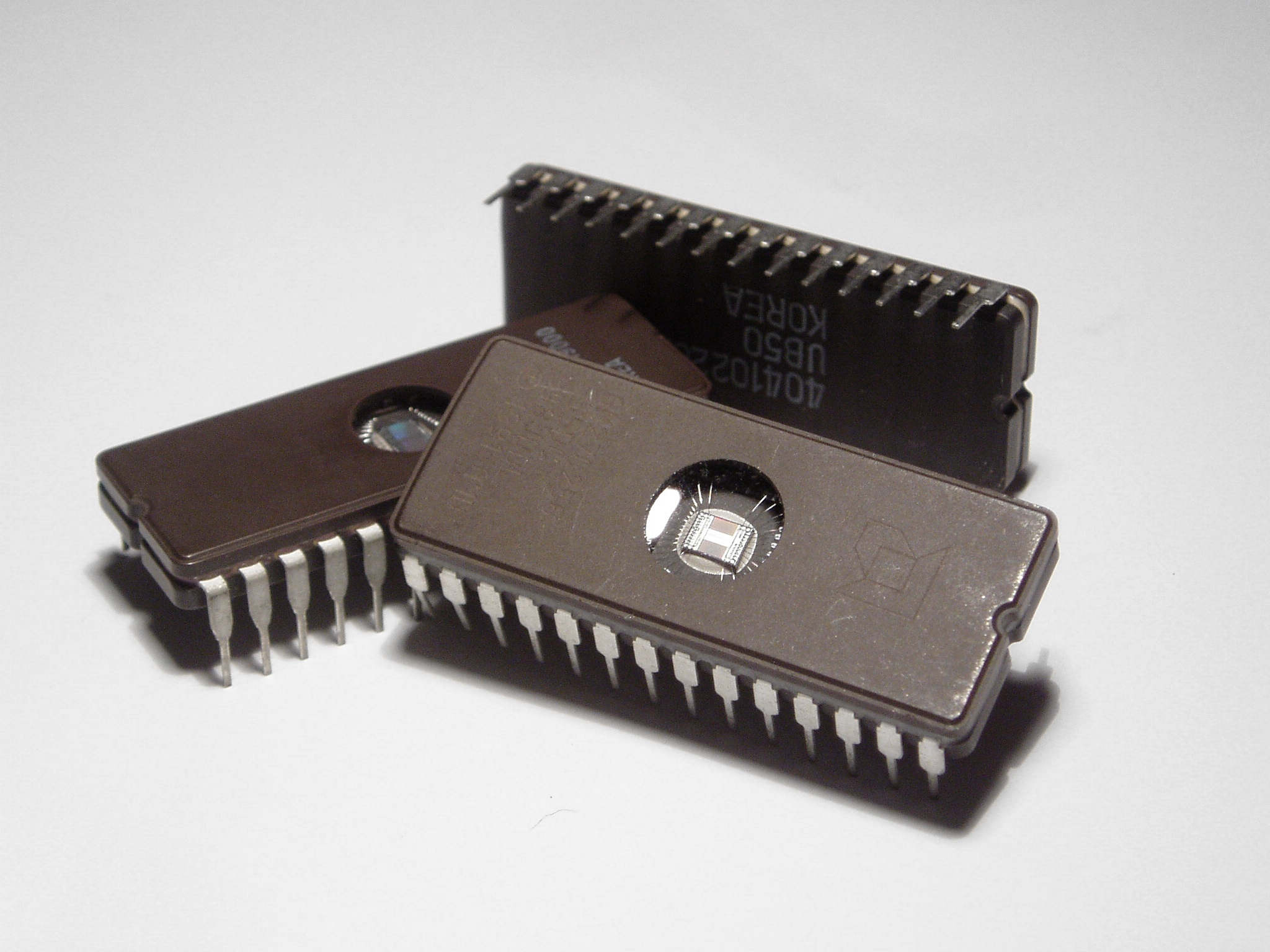
Интегральные схемы являются полупроводниковыми приборами. На фото - микросхемы постоянной памяти EPROM, удаление данных происходит под действием ультрафиолетового излучения ртутной лампы.

Полупроводниковые приборы, твердотельные приборы, ПП — широкий класс электронных приборов, изготавливаемых из полупроводников, и использующих их свойства в основе своего принципа работы.

## Номенклатура
К полупроводниковым приборам относятся:
- Интегральные схемы (микросхемы), в том числе микропроцессоры, микроконтроллеры, однокристальные системы (нашли широкое применение во всех мобильных устройствах, таких как смартфоны и планшетные компьютеры), ПЛИС, ПАИС.
- Полупроводниковые диоды (в том числе варикапы, стабилитроны, диоды Шоттки), селеновые выпрямители,
- Тиристоры, симисторы, динисторы, диаки, фототиристоры,
- Транзисторы: однопереходные, биполярные, полевые, IGBT-транзисторы
- Приборы с зарядовой связью,
- Полупроводниковые СВЧ-приборы (диоды Ганна, лавинно-пролётные диоды),
- Оптоэлектронные приборы (фоторезисторы, фотодиоды, лавинные фотодиоды, фототранзисторы, солнечные элементы, детекторы ядерных излучений, светодиоды, полупроводниковые лазеры, электролюминесцентные излучатели - светодиоды, полупроводниковые болометры),
- Терморезисторы, датчики Холла.

## История
в СССР
Исследование и первые попытки создания полупроводниковых приборов проводились в СССР ещё в 1920-х — 1930-х годах. В 1924 году в Нижегородской радиолаборатории учёный О. В. Лосев создал полупроводниковый детектор-усилитель и детектор-генератор электромагнитных излучений на частоты до десятков МГц. На этой основе впервые в мире было создано детекторное приёмопередаточное устройство — кристадин.
Позже в СССР для развития отрасли были созданы научно-исследовательские институты и центры. В 1956 году введён в эксплуатацию Завод полупроводниковых приборов. Среди продукции завода на то время — пальчиковые лампы широкого применения и сверхминиатюрные стержневые лампы, первые полупроводниковые диоды Д2, диоды Д9, Д10, Д101-103А, Д11, стабилитроны Д808-813.
в России
Холдинг «Росэлектроника» объединяет предприятия-производители электронной продукции.

## Производство
- Электронная промышленность
  - Полупроводниковая промышленность
    - Полупроводниковые материалы

- Контрактный производитель электроники (см. Контрактный производитель, OEM). Крупнейшие (на 2018) контрактные производители полупроводниковых микросхем: TSMC (доля рынка 55,9 %), GlobalFoundries — 9,4 %, UMC (United Microelectronics Corporation) — 8,5 %.

Микросхемы
см. Производство микросхем
При изготовлении микросхем используется метод фотолитографии (проекционной, контактной и др.), при этом схему формируют на подложке (обычно из кремния), полученной путём резки алмазными дисками монокристаллов кремния на тонкие пластины. 
- Технологический процесс в электронной промышленности
- Закон Мура